# God's Puzzle
God's Puzzle (en japonés : 神様のパズル, Kamisama no pazuru?) es una película japonesa de ciencia ficción dirigida por Takashi Miike en 2008. El guion, de Masa Nakamura, está basado en la novela God's Puzzle de Shinji Kimoto.

## Argumento
Yoshikazu Watanuki, un estudiante universitario de mecánica cuántica, decide abandonar Japón e iniciar un viaje con su novia a las islas Phi Phi. Antes de partir, le pide a su hermano gemelo Motokazu, que lo reemplace en la universidad y que acuda a sus clases. Motokazu es todo lo contrario a su hermano, es un joven distraído aspirante a guitarrista que trabaja en un restaurante preparando sushi, y que sueña con convertirse en una estrella de J-Rock.
Al principio, Motokazu, se aburre en las clases universitarias, pero cuando conoce a la joven Shiratori, su interés parece despertar. Después, el profesor Hatomura le pide a Motokazu que cuide de Saraka Homizu, una joven de diecisiete años nacida en un tubo de ensayo, con un coeficiente intelectual extraordinario, que ha diseñado un sincrotrón con forma de infinito.
Mientras Yoshikazu es abandonado por su novia nada más bajarse del avión, Motokazu asimila cada vez más teorías sobre la física cuántica. Un día, Saraka le revela su plan, quiere resolver el misterio de la creación y para ello planea destruir la tierra, creando un universo de antimateria. Juntos, Motokazu y Saraka, estudiarán todas las posibilidades sobre la creación de su propio universo, y sus consecuencias…

## Reparto
| Actor            | Papel                                  |
| ---------------- | -------------------------------------- |
| Hayato Ichihara  | Yoshikazu Watanuki / Motokazu Watanuki |
| Mitsuki Tanimura | Saraka                                 |
| Ken'ichi Endô    | Jefe de la central eléctrica           |
| Yusuke Hirayama  |                                        |
| Yuriko Ishida    | Ms. Hatomura                           |
| Nozomu Iwao      | Sudo                                   |
| Masaya Kikawada  | Airi                                   |
| Yoshio Kojima    | Estudiante                             |
| Jun Kunimura     | Murakami                               |
| Rio Matsumoto    | Shiratori (Cisne)                      |
| Naomasa Musaka   | Gonda                                  |
| Eugene Nomura    |                                        |
| Reisen Ri        | Yamada                                 |
| Ayumu Saito      |                                        |
| Takashi Sasano   | Hashizume                              |
| Christian Storms | Entrevistador de televisión            |
| Taro Suwa        | Propietario de una tienda de sushi     |
| Koutaro Tanaka   | Sakura                                 |
| Mayumi Wakamura  | Madre de Saraka                        |
| Miho Ninagawa    | Miho Gondahara                         |
| Norihiko Hofuku  |                                        |
| Kunihiko Ida     |                                        |
| Sora Tōma        |                                        |
| Megumi Ujiie     | Madre de Motoichi y Kiichi             |
| Hana Matsumoto   |                                        |
| Mitsuko Ishii    |                                        |
| Sansei Shiomi    |                                        |
| Yuriko Ishida    | Profesor Hatomura                      |

## Otros créditos
- Productor ejecutivo: Haruki Kadokawa.
- Producción: Hidetoshi Yamamoto.
- Producido por: Akihiko Osugi y Shigeyuki Endo.
- productores: Kazuhiro Matsui y Takashi Kawasaki.
- Productor coordinador: Mitsuru Itô.
- Iluminación: Yoshi Watabe.
- Grabación (sonido): Yoshiya Obara.
- Diseñador de producción (arte): Tetsuya Uchida.
- Diseñador de vestuario: Isao Tsuge.
- Productora CGI: Misako Saka.
- Efectos de sonido: Kenji Shibasaki.
- Supervisor: Hideto Tomabechi.
- CGI: OLM.

## Producción
God's Puzzle es una adaptación cinematográfica de la novela homónima de Shinji Kimoto.El rodaje tuvo lugar en Mito , capital de la Prefectura de Ibaraki, Japón. La película también se promocionó bajo el título The Puzzle of God. 
La idea de hacer una película basada en la novela escrita por Shinji Kimoto, le surgió al productor Haruki Kadokawa, debido a una experiencia personal. Mientras estaba en prisión por contrabando de cocaína, el alma abandonó su cuerpo  para iniciar un viaje a los límites del universo, consiguiendo que el productor percibiera el secreto de la existencia. Posteriormente, Kadokawa encargó una copia de la novela de Kimoto y decidió hacer una película a partir de ella, eligiendo como director al famoso y provocativo Takashi Miike. 
Sin embargo, una vez que Miike aceptó la oferta, se dio cuenta de que la novela, filosófica y de ciencia ficción, era difícil de llevar al cine. Además no entendía mucho sobre física cuántica y aceleradores de partículas. Así que decidió hacer la historia más accesible para llegar a un público más amplio, y dividió al protagonista de la novela, colocando al aspirante a científico, junto a un hermano gemelo distraído y aspirante a músico, convirtiendo a este último en el protagonista de la película. 

## Lanzamiento
God's Puzzle se estrenó el 7 de junio de 2008 en Japón, y el 25 de septiembre de 2008 en el Festival Internacional de Cine de Vancouver de Canadá. En España se estrenó en octubre de 2008 en el Festival de Cine de Sitges, donde ganó una Mención Especial en la sección Premio Nuevas Visiones.
 Se lanzó en DVD el 21 de noviembre de 2008 en Japón, por Toei Company,y contó con una edición limitada compuesta, por un estuche exterior especial y un puzzle fotográfico de la película de 108 piezas. Además de un amplio contenido extra.